# Sporobolus camporum
Sporobolus camporum är en gräsart som beskrevs av Jason Richard Swallen. Sporobolus camporum ingår i släktet droppgräs, och familjen gräs. Inga underarter finns listade i Catalogue of Life.